# Katedrala u Skoplju
Katedrala Presvetog Srca Isusova u Skoplju stolna je crkva Skopske biskupije. Građena je u modernističkom stilu od 1975. do 1982. prema nacrtu ing. Slavka Ðurića i ing. Blagoja Micevskoga.
Konkatedrala Skopske biskupije u Bitoli također je posvećena Presvetom Srcu Isusovu, kao i stolna crkva nadređene joj Vrhbosanske nadbiskupije, sarajevska katedrala.

## Vanjske poveznice
- Stranice katedralne župe u Skopju